# Об'єднаний штаб Сил Самооборони Японії

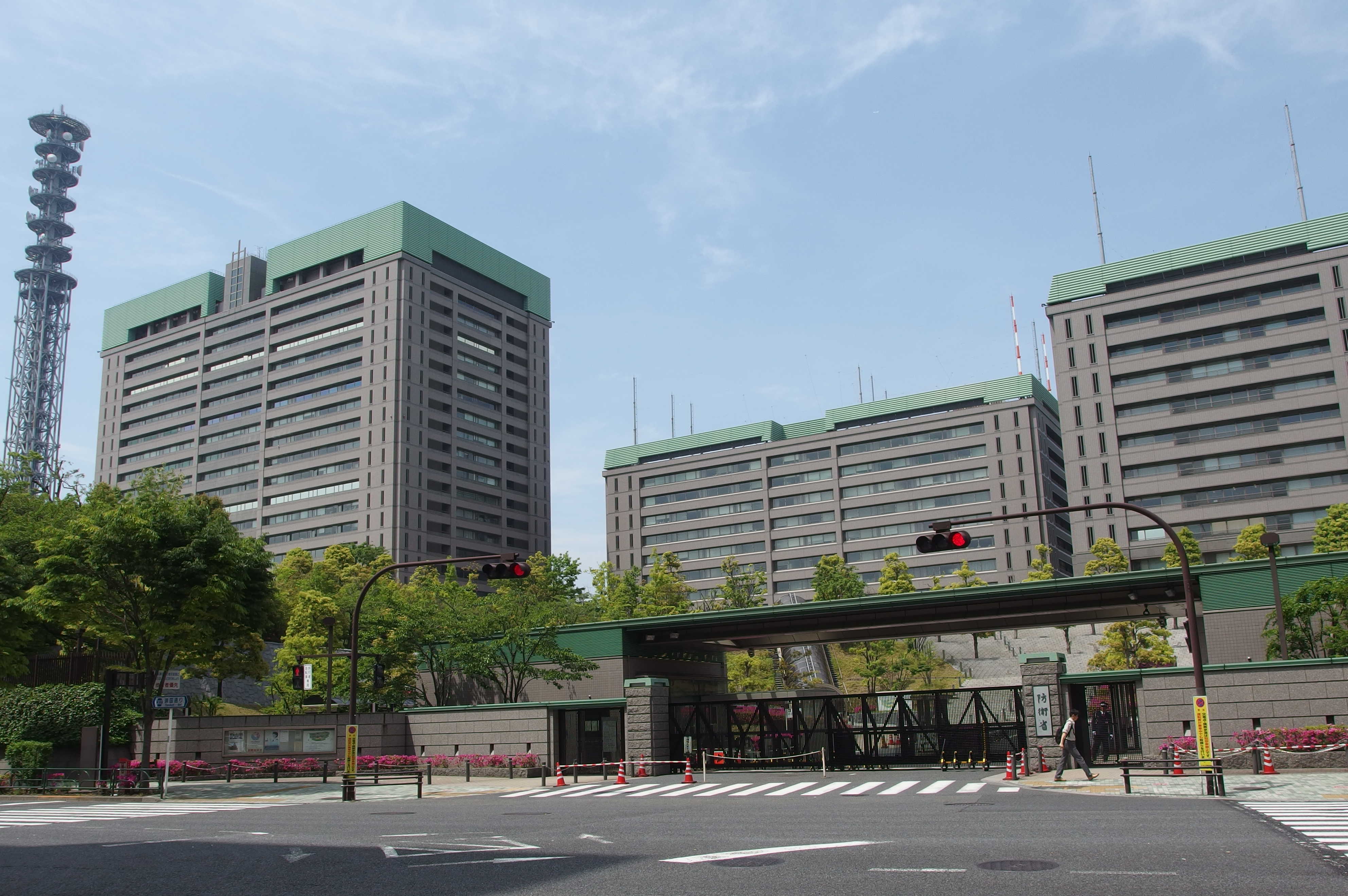
Корпус А (ліворуч) Міністерства оборони, в якому знаходиться Об'єднаний штаб Сил Самооборони.

Прапор голови Об'єднаного штабу. (:ja:統合幕僚長)

Об'єднаний штаб Сил Самооборони (яп. 統合幕僚監部, とうごうばくりょうかんぶ, тоґо бакурьо канбу; англ. Joint Staff Office, JSO) — генеральний штаб Сил Самооборони Японії. Особливий орган Міністерства оборони.

## Створення
Створений 27 березня 2007 року для системного командування усіма видами військ Сил Самооборони.

## Законодавчий статус
Організація, структура, права і обов'язки Об'єднаного штабу регулюються Законом Японії про заснування Міністерства оборони. 

## Керівництво
Очолюється Головою об'єднаного штабу Сил Самооборони (яп. 統合幕僚長, とうごうばくりょうちょう, тоґо бакурьо-тьо; англ. Chief of Staff, Joint Staff).

## Попередники
- 1894—1985, 1904—1905, 1937—1945: Генеральний штаб збройних сил Японії
- 1954 — 2006: Об'єднана рада начальників штабів (яп. 統合幕僚会議, とうごうばくりょうかいぎ, тоґо бакурьо кайґі; англ. Joint Staff Council, JSC).